# Попов, Роман Олегович
Рома́н Оле́гович Попо́в (укр. Роман Олегович Попов; род. 29 июня 1995, Николаев) — украинский футболист, полузащитник

## Игровая карьера
Воспитанник ДЮСШ МФК «Николаев», первый тренер — Сергей Леонидович Бурименко. Во взрослом футболе дебютировал в 22 августа 2012 года, сыграв 61 минуту в кубковом матче «Николаева» со второлиговым «Кремнем». Дебют футболиста в чемпионате состоялся только через год, 11 августа 2013 в матче против «Авангарда», который Попов провёл в возрасте 18 лет 43 дня, став самым молодым футболистом команды, выходившим на поле в сезоне 2013/14. Всего в составе «корабелов» провёл 7 матчей в первой лиге и 2 в Кубке Украины.
В марте 2015 года Попов был заявлен в состав команды высшего дивизиона «Металлург» (Запорожье). 4 апреля того же года дебютировал в молодёжной команде «металлургов», а 30 мая, в последнем туре чемпионата Украины 2014/15 — в основном составе в матче Премьер-лиги против киевского «Динамо». 8 декабря 2015 года стало известно, что Роман вместе с рядом других игроков покинул «Металлург» в связи с процессом ликвидации клуба.
В феврале 2016 года подписал контракт с кировоградской «Звездой». В составе команды, в 2016 году стал чемпионом Первой лиги Украины. 16 октября 2016 года отличился первым голом в карьере, забитым в ворота полтавской «Ворсклы». Тем не менее, в основной состав попадал нечасто и летом 2017 года покинул команду.